# Шлях Молоді
«Шлях Молоді» — двотижневик для молоді, видавництва Рідної Школи, виходив у Львові у 1936—1939 роках, інформував про національно-громадські й культурно-освітні справи. Обсяг видання становив 8-10 сторінок.
Часопис був створений для підтримки пластунської організації «Доріст», яку втім польський уряд заборонив у 1937 році. Метою журналу було підняття національної свідомості в молодих українців на території Польщі. Журнал писав про історичні події, відомих українців. Піднімалися проблеми української молоді.
Серед рубрик журналу: «Що пише молодь?», «Книжковий куток», «Огляд подій», «Всячина», «Веселий куток». У 1938—1939 роках виходила й спортивна рубрика.
У виданні публікувалися заклики до боротьби з більшовиками.

## Діаспорне видання
Таку ж назву мав діаспорний журнал, який видавався у Мюнхені та пізніше в Нью-Йорку у 1947—1958 роках. У 1961 році видавався у Вінніпегу.